# Eugeniusz Marks
Eugeniusz Marks (ur. 17 listopada 1924 w Warszawie, zm. 1 kwietnia 1987 tamże) – pułkownik Sił Zbrojnych Polskiej Rzeczypospolitej Ludowej, profesor doktor habilitowany nauk medycznych, wieloletni pracownik naukowy Wojskowego Instytutu Medycyny Lotniczej, neurolog.

## Życiorys
Podczas powstania warszawskiego był żołnierzem Okręgu Warszawa Armii Krajowej. Przydział – I Obwód „Radwan” (Śródmieście) - 1 Rejon „Róg” - batalion „Bończa” - 101 kompania.
W 1947 roku ukończył studia na Wydziale Lekarskim Uniwersytetu Warszawskiego. Stopień doktora nauk medycznych uzyskał w 1964, a doktora habilitowanego w 1971 roku. Profesorem nadzwyczajnym nauk medycznych został mianowany w 1978 roku.
W 1949 roku powołany do okresowej, a później zawodowej służby wojskowej. Pracował jako lekarz w Powszechnej Organizacji Służba Polsce, a następnie w Centrum Sanitarnym w Łodzi. Od 1953 roku był starszym asystentem neurologii w Wojskowym Szpitalu Lotniczym w Otwocku.
W 1957 r. zaczął pracę jako ordynator Oddziału Neurologicznego w Wojskowym Centrum Badań Lotniczo-Lekarskich w Otwocku oraz nieetatowy przewodniczący Garnizonowej Wojskowej Komisji Lekarskiej. Od 1960 zatrudniono go w Wojskowym Instytucie Medycyny Lotniczej, początkowo jako ordynatora Głównej Wojskowej Komisji Lekarskiej (do 1962), jako ordynatora Oddziału Psychoneurologicznego (do 1971), i od 1972 jako kierownika Kliniki Neurologicznej.
W dorobku naukowym miał ponad 130 publikacji. W 1964 r. otrzymał nagrodę szefa WIML za pracę doktorską pod tytułem Nowo twory przerzutowe mózgu, w 1966 nagrodę szefa WIML za pracę pod tytułem Kliniczne badania u osób zatrudnionych w zasięgu mikrofal, w 1971 nagrodę szefa WIML za pracę habilitacyjną Wpływ wibracji na układ neurosekrecyjny mózgu, w 1972 nagrodę komendanta WIML za pracę Badania dynamiki metabolizmu kwasów nukleinowych w jądrze zwierząt poddanych działaniu niedotlenienia wysokościowego i przyspieszeń, w 1977 r. I zespołową nagrodę ministra obrony narodowej za współautorstwo podręcznika Medycyna lotnicza i kosmiczna.
Pochowany na cmentarzu Powązki Wojskowe w Warszawie (kwatera C4-6-6)

## Odznaczenia (wybrane)
- Krzyż Oficerski Orderu Odrodzenia Polski
- Krzyżem Kawalerski Orderu Odrodzenia Polski
- Medal Komisji Edukacji Narodowej

## Źródła
- Marek Cieciura, Żołnierze Armii Krajowej - pracownicy Wojskowego Instytutu Medycyny Lotniczej, Wojskowy Instytut Medycyny Lotniczej, Warszawa 2016, str. 27-28